# Liste der Kulturdenkmäler in Ruppertsberg
In der Liste der Kulturdenkmäler in Ruppertsberg sind alle Kulturdenkmäler der rheinland-pfälzischen Ortsgemeinde Ruppertsberg aufgeführt. Grundlage ist die Denkmalliste des Landes Rheinland-Pfalz (Stand: 19. Dezember 2024).

## Denkmalzonen
| Bezeichnung                      | Lage                                                    | Baujahr         | Beschreibung | Bild                           |
| -------------------------------- | ------------------------------------------------------- | --------------- | --- | ------------------------------ |
| Denkmalzone Schloss Ruppertsberg | Von-Dalberg-Straße 13, 19, 19a, 26, 26a, 28 und 30 Lage | 13. Jahrhundert | frühere Talburg, wohl im 13. Jahrhundert entstanden, im 18. Jahrhundert zur Vierflügelanlage ausgebaut, seit dem späten 18. Jahrhundert Aufteilung in mehrere Privathäuser; ehemals von einem Graben umgebene Anlage, auf zwei Seiten von Wohngebäuden eingefasst, westlich davon Wirtschaftshof, mittelalterliche und barocke Baureste, Zeugnis der grundherrlichen Vergangenheit des Dorfes                         | weitere Bilder Fotos hochladen |
| Denkmalzone Friedhof             | Obergasse Lage                                          | um 1830         | Friedhof um 1830 angelegt, Umfassungsmauer aus dem 18. oder 19. Jahrhundert; Friedhofskreuz, 1830; Grabmäler: Julius Eckel († 1874), dreiteiliges Familiengrabmal, um 1880 von Jakob Menges (?), Kaiserslautern; Franziska Paulina Schulz († 1873), Marmor, spätklassizistisch | weitere Bilder Fotos hochladen |
| Denkmalzone Raiffeisenstraße     | Raiffeisenstraße 1 und 3 Lage                           | 1602            | Katholischer Pfarrhof; Nr. 1 ehemaliges Pfarrhaus, eineinhalbgeschossiger Putzbau, spätgotische und Renaissance-Motive, bezeichnet 1602; Nr. 3 zweieinhalbgeschossiger Putzbau, um 1850, nachbarockes Nebengebäude, bezeichnet 1806, über älteren Resten, Scheune mit zwei Torfahrten, eine bezeichnet 1589, weiteres Wohnhaus, eineinhalbgeschossig, und Scheune, beide um 1850, Gartenmauer 16. bis 19. Jahrhundert | weitere Bilder Fotos hochladen |

## Einzeldenkmäler
| Bezeichnung                           | Lage                                                                                        | Baujahr                            | Beschreibung | Bild                           |
| ------------------------------------- | ------------------------------------------------------------------------------------------- | ---------------------------------- | --- | ------------------------------ |
| Hofanlage                             | Forstgasse 2 Lage                                                                           | 16. bis 19. Jahrhundert            | Winzerhof, Vierseithof, 16. bis 19. Jahrhundert; Wohnhaus mit Krüppelwalmdach, im Kern 1599, Veränderungen 1650, im 18. Jahrhundert und 1928, Kellerabgang bezeichnet 1650, Anbau, teilweise Fachwerk, wohl 17. Jahrhundert, Toranlage bezeichnet 1599 (?), Fachwerkobergeschoss 18. Jahrhundert; Bruchstein-Scheune 1834; Gartenmauer 16. Jahrhundert                                                | Fotos hochladen                |
| Hofanlage                             | Hauptstraße 1 Lage                                                                          | 16. bis 19. Jahrhundert            | Hofanlage, 16. bis 19. Jahrhundert; Wohnhaus, im Kern aus den 1580er Jahren, teilweise Fachwerk, 16. Jahrhundert, Krüppelwalmdach, 18. Jahrhundert, Kellerabgang bezeichnet 158?; Bruchstein-Scheune, 1846 über älteren Resten, Ökonomie mit Pultdach, wohl von 1846; Toranlage wohl um 1580 | Fotos hochladen                |
| Pforte                                | Hauptstraße, an Nr. 9 Lage                                                                  | 16. Jahrhundert                    | Mannpforte, spätgotisch, Wappenstein, 16. Jahrhundert | Fotos hochladen                |
| Portal                                | Hauptstraße, an Nr. 12 Lage                                                                 | 1547                               | Portal, bezeichnet 1547 | BW                             |
| Torfahrt                              | Hauptstraße, an Nr. 16 Lage                                                                 | 1771                               | Torfahrt, spätbarock, bezeichnet 1771 | Fotos hochladen                |
| Torfahrt                              | Hauptstraße, an Nr. 18 Lage                                                                 | 1767                               | Torfahrt, spätbarock, bezeichnet 1767 | Fotos hochladen                |
| Heiligenhäuschen                      | Hauptstraße, Ecke Mühlweg Lage                                                              | 1891                               | neugotischer Bildstock in Form eines Heiligenhäuschens, Ädikula mit Pietà, Sandstein, 1891 | Fotos hochladen                |
| Wohnhaus                              | Kirchstraße 3 Lage                                                                          | 1730                               | spätbarocker Walmdachbau, Torfahrt bezeichnet 1730; straßenbildprägend | weitere Bilder Fotos hochladen |
| Katholische Pfarrkirche St. Martin    | Kirchstraße 11 Lage                                                                         | Anfang des 16. Jahrhunderts        | dreischiffige spätgotische Hallenkirche, Anfang des 16. Jahrhunderts, Chorjoch wohl älter (Ende des 13. Jahrhunderts), neugotischer Chorschluss, Verlängerung nach Westen und Turm 1859/60, Architekt K. Kaercher, Neustadt an der Weinstraße; südlich der Kirche: neugotisches Missionskreuz, 1906 von Julius Renn, Speyer                                                                           | weitere Bilder Fotos hochladen |
| Spolien                               | Mittelgasse, an Nr. 2 Lage                                                                  | 1754                               | römische Säulenfragmente; Sockel einer Nepomok-Statue, bezeichnet 1754 | weitere Bilder Fotos hochladen |
| Schulhaus                             | Mittelgasse 7 Lage                                                                          | 1729                               | ehemaliges Schulhaus; stattlicher spätbarocker Walmdachbau, bezeichnet 1729; platzbildprägend | weitere Bilder Fotos hochladen |
| Katholisches Schwesternhaus           | Mittelgasse 9 Lage                                                                          | um 1900                            | ehemaliges katholisches Schwesternhaus; späthistoristischer Bruchsteinbau mit sandsteingegliederter Blankziegelfassade, um 1900; Skulptur der hl. Familie, von H. Pauly, Speyer | Fotos hochladen                |
| Hofanlage                             | Mittelgasse 16 Lage                                                                         | 18. Jahrhundert                    | Winzerhof, 18. Jahrhundert; eingeschossiges spätbarockes Hochkellerhaus auf L-förmigem Grundriss, angeblich von 1785, Torfahrt mit Wappen, bezeichnet 1617 | Fotos hochladen                |
| Teepavillon                           | Obergasse, zu Nr. 2 Lage                                                                    | 1844                               | Teepavillon des Weinguts Bürklin-Wolf, klassizistischer Kubus mit Zeltdach, 1844; ortsbildprägend | weitere Bilder Fotos hochladen |
| Hofanlage                             | Obergasse 12 Lage                                                                           | frühes 19. Jahrhundert             | Dreiseithof, im Kern aus dem frühen 19. Jahrhundert, über älteren Resten (um 1600); Torfahrt bezeichnet 1767, am Wohnhaus Kellerfenstergewände, um 1600 | weitere Bilder Fotos hochladen |
| Hofanlage                             | Obergasse 14 und 16 Lage                                                                    | 18. Jahrhundert                    | spätbarockes Doppelanwesen, 18. Jahrhundert; Nr. 14 Wohnhaus mit ausgesteintem Fachwerkobergeschoss (verputzt), wohl von 1762; Nr. 16 gleichzeitig; Torfahrt bezeichnet 1762; Nebengebäude im Kern aus dem 18. Jahrhundert | Fotos hochladen                |
| Spolie                                | Obergasse, an Nr. 15 Lage                                                                   | 1766                               | Keilstein der ehemaligen Torfahrt, bezeichnet 1766 | Fotos hochladen                |
| Torfahrt und Keller                   | Obergasse, an Nr. 17 Lage                                                                   | ab 1592                            | Mannpforte, bezeichnet 1592, Torfahrt um 1800, hofseitiger Kellerabgang um 1600, Ersatz der Flachdecke durch preußische Kappen um 1800 | Fotos hochladen                |
| Hofanlage                             | Obergasse 21 Lage                                                                           | 16. bis 19. Jahrhundert            | Dreiseithof, 16. bis 19. Jahrhundert; großvolumiges spätbarockes Wohnhaus, bezeichnet 1723, ehemalige Pforte bezeichnet 1616, spätgotischer Nebentrakt, 16. oder 17. Jahrhundert; Scheune, 1824 | Fotos hochladen                |
| Gaststätte „Zum Winzer“               | Obergasse 23 Lage                                                                           | zweite Hälfte des 18. Jahrhunderts | spätbarockes Hochkellerhaus mit Krüppelwalmdach, zweite Hälfte des 18. Jahrhunderts | Fotos hochladen                |
| Wohnhaus                              | Obergasse 34 Lage                                                                           | 1580                               | spätbarockes Hochkellerhaus mit Mansardgiebeldach, im Kern von 1580, Erweiterungen und Überformungen bezeichnet 1580, 1777 und 1780 | Fotos hochladen                |
| Wohnhaus                              | Raiffeisenstraße 4/6 Lage                                                                   | 1665                               | Wohnhaus, teilweise reiches Zierfachwerk, bezeichnet 1665, teilweise Überformung wohl im 18. Jahrhundert | weitere Bilder Fotos hochladen |
| Torfahrt                              | Raiffeisenstraße, an Nr. 7 Lage                                                             | um 1730                            | Torfahrt, um 1730 | Fotos hochladen                |
| Wohnhaus                              | Schloßstraße 1 Lage                                                                         | um 1750                            | spätbarocker Putzbau über Hochkeller, ausgebautes Krüppelwalmdach, wohl um 1750; straßenbildprägend | weitere Bilder Fotos hochladen |
| Toranlage                             | Schloßstraße, an Nr. 17 Lage                                                                | um 1600                            | zweiteilige Toranlage, wohl um 1600 | weitere Bilder Fotos hochladen |
| Torpfeiler                            | Von-Dalberg-Straße, an Nr. 9 Lage                                                           | um 1730/40                         | Torpfeiler mit Rokoko-Relief, wohl um 1730/40 | Fotos hochladen                |
| Spolie                                | Von-Dalberg-Straße, an Nr. 10 Lage                                                          | 1757                               | Schlussstein der ehemaligen Torfahrt, bezeichnet 1757 | Fotos hochladen                |
| Villa                                 | Weinstraße 82 Lage                                                                          | um 1890                            | reiche Neurenaissance-Villa, um 1890 | weitere Bilder Fotos hochladen |
| Bildstock                             | südlich des Ortes an der Kreuzung von Bergweg und Tränkweg; Flur An der Lehmgrube Lage      | 1863                               | Bildstock, neugotische Säule, Aufsatz mit Rokoko-Motiven, 1863 | Fotos hochladen                |
| Bildstock                             | südwestlich des Ortes; Flur Im Helbig Lage                                                  | 1754                               | spätbarocker Sockel, bezeichnet 1754, Pfeiler mit Nische, bezeichnet 1859 | Fotos hochladen                |
| Wegekreuz                             | südöstlich des Ortes am Bergweg; Flur Im Nesselbusch Lage                                   | 1914                               | Wegekreuz, umfriedetes Sandsteinkreuz, Metallkorpus, 1914; errichtet zum Andenken an Wilhelm Köhr, gefallen 1914 | Fotos hochladen                |
| Wegekreuz                             | südöstlich des Ortes an der Kreuzung von Bergweg und Haßlocher Weg; Flur Haßlocher Weg Lage | um 1890                            | Wegekreuz, neugotisches Schaftkreuz, Metallkorpus, um 1890 | Fotos hochladen                |
| Wegekreuz                             | südwestlich des Ortes am Mühlweg; Flur Stoppelgewanne Lage                                  | um 1900                            | Wegekreuz, Sandsteinkreuz, Zink-Hohlguss-Korpus, um 1900 | Fotos hochladen                |
| Wegekreuz                             | südwestlich des Ortes an der Kreuzung von Bergweg und Mühlweg; Flur Am Mühlweg Lage         | um 1900                            | Wegekreuz, Sandstein, um 1900 | Fotos hochladen                |
| Klausenkapelle oder Klause Zeiselbach | westlich des Ortes; Distrikt Sommerberg Lage                                                | 1681/88                            | Katholische Wallfahrtskapelle Heilige Vierzehn Nothelfer; Saalbau, 1681/88, im Kern spätgotisch, kurz vor 1350, Teilerneuerungen 1705, 1776, 1846, 1952; Glocke, 1870 von Andreas Hamm, Frankenthal; Sandsteinsockel, bezeichnet 1746, Kreuzigungsgruppe von Wilhelm Jansen, Köln als Station XII der neugotischen Kreuzwegstationen, 1871; westlich der Kapelle Bruchstück einer Grabplatte, um 1600 | weitere Bilder Fotos hochladen |
| Kreuzweg                              | westlich des Ortes; Distrikt Sommerberg Lage                                                | 1871                               | 14 Kreuzwegstationen von Talgrund bis zur Klausenkapelle, Stationhäuschen mit Terrakottaskulpturen, 1871; die ersten acht Stationen auf Königsbacher Gemarkung, Station XII an der Kapelle | weitere Bilder Fotos hochladen |
| Wegekreuz                             | westlich des Ortes; Flur Am Königsbacher Weg Lage                                           | um 1890/1900                       | Wegekreuz, neugotisches Schaftkreuz, Metallkorpus, um 1890/1900 | Fotos hochladen                |
| Wegekreuz                             | westlich des Ortes am Ortsrand von Deidesheim (Weinbergstraße) Lage                         | Ende des 19. Jahrhunderts          | Wegekreuz, neugotisch, Ende des 19. Jahrhunderts | Fotos hochladen                |
| Weinberghäuschen                      | westlich des Ortes an der K 10; Flur Mandeläcker Lage                                       | um 1820/30                         | Weinberghäuschen, kleiner Hausteinbau, um 1820/30 | Fotos hochladen                |
| Wegekreuz                             | westlich des Ortes an der L 516; Flur An den acht Morgen Lage                               | 1864                               | Wegekreuz, Arma Christi, 1864 | Fotos hochladen                |
| Bismarckstein                         | westlich des Ortes im Wald; Distrikt Hartenberg Lage                                        | Ende des 19. Jahrhunderts          | Bismarckstein, Findling, Ende des 19. Jahrhunderts | weitere Bilder Fotos hochladen |